# Chaa Creek
Chaa Creek è un affluente del fiume Macal, nel distretto di Cayo, nel Belize occidentale. Una delle stazioni di monitoraggio ufficiali del Macal si trova in prossimità della confluenza con il Chaa Creek. Nel letto del Chaa Creek vi sono molti resti maya non ancora portati alla luce. Le prime ricerche archeologiche nell'area furono condotte dall'Università di Harvard nel 1997. Ceramiche significative e altri manufatti sono stati rinvenuti nel sito archeologico di Chaa Creek, ritenuto sito satellite di Xunantunich. La riserva naturale di Chaa Creek è celebre per il birdwatching e per altri studi di storia naturale. Questo bacino idrografico può essere descritto come un'associazione calcarea delle colline pedemontane dei Monti Maya.